# Murta (Génova)

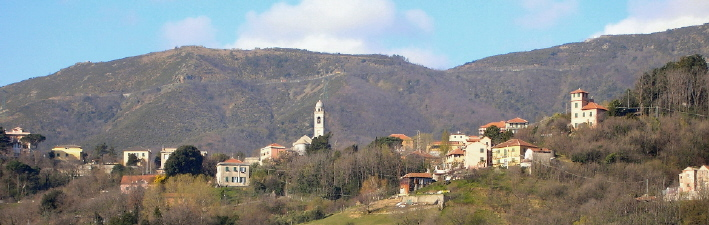
Panorámica de Murta

Murta es un barrio de la ciudad de Génova perteneciente a  la provincia de Génova, en Liguria (Italia).

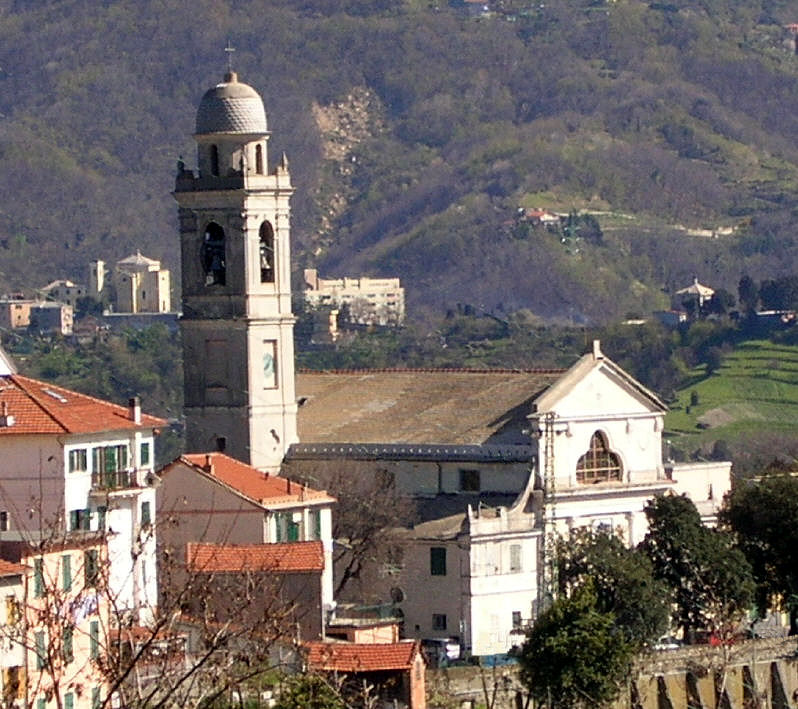
Iglesia de San Martín.

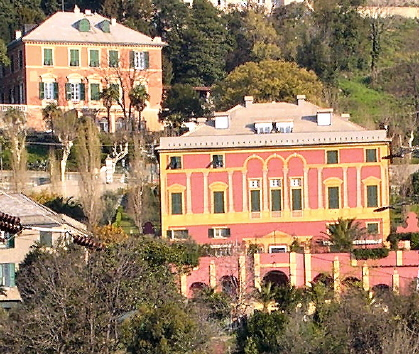
Villa Clorinda.

## Principales atracciones

### Iglesia de San Martín
La iglesia dedicada a San Martín de Tours fue completamente reconstruida en el siglo XVII. En 1747, durante la Guerra de Sucesión Austriaca sufrió daños severos. La reconstrucción se completó en el año 1770 y su interior fue remodelado utilizando el estilo barroco.
El ábside y los altares laterales están adornados con valiosas pinturas de los siglos XVI y XVII.
La pintura más valiosa es la de San Martín, atribuida al pintor flamenco Antoon van Dyck, la cual fue salvada de los saqueos de 1747.

### Villas y palacios
Desde el siglo XVI se han construido sobre la colina de Murta varias villas y palacios, usadas como residencias de verano por familias genovesas ricas y de la nobleza. Muchos de estos palacios existen todavía, y en la actualidad han sido remodelados para convertirse en casas lujosas.
Entre las más famosas se encuentran Villa Clorinda, que perteneció a varias familias genovesas acaudaladas (Bonarota, Doria y Costa)
En  1747, durante la ocupación austríaca de Valpolcevera, fue convertida en el cuartel general de la armada invasora.

### Otras atracciones
En el pasado, el barrio de Murta fue famoso por su gran y antiguo roble cercano a la iglesia. En ciertos festejos, como el festejo de San Martín de 1897, se instalaba un café de forma temporaria entre sus ramas. En 1948, durante una violenta tormenta, el árbol cayó.
- Datos: Q3867449
- Multimedia: Murta / Q3867449